# JR鹿児島シティ
株式会社JR鹿児島シティ（ジェイアールかごしまシティ）は、鹿児島県鹿児島市に本社を置く、JR九州グループの不動産管理会社。

## 沿革
- 2003年2月5日 - 鹿児島ターミナルビル株式会社として設立[1]。
- 2019年 - 社名を株式会社JR鹿児島シティに変更[3]。

## 運営施設
- アミュプラザ鹿児島
- さつまち鹿児島中央駅
- AMU WE [4]